# Ramularia acris
Ramularia acris är en svampart som beskrevs av Lindr. 1902. Ramularia acris ingår i släktet Ramularia och familjen Mycosphaerellaceae.   Inga underarter finns listade i Catalogue of Life.